# Premios Príncipe de Asturias de 1982
La ceremonia de entrega de los Premios Príncipe de Asturias de 1982 tuvo lugar el sábado 2 de octubre de ese año en el Teatro Campoamor de Oviedo. La Fundación Principado de Asturias entregó los mismos seis premios que el año anterior, con la finalidad de distinguir a personas del mundo español e iberoamericano destacadas en los campos de las ciencias, las artes u otras actividades sociales. El acto fue presidido nuevamente por el rey Juan Carlos y dirigido por su hijo Felipe de Borbón y Grecia, príncipe de Asturias. Fue la segunda edición de los Premios Príncipe de Asturias. La principal diferencia con la primera fue que el Premio de Comunicación y Humanidades fue entregado a una persona de nacionalidad argentina, lo que indicaba que los seis premios —y no solo el de Cooperación Iberoamericana— estaban dirigidosa personas tanto de España como de Iberoamérica.

## Antecedentes
La primera edición de los Premios Príncipe de Asturias había sido un éxito y bastó para consolidar el proyecto ideado por el periodista Graciano García y costeado por el empresario Pedro Masaveu, respectivamente director y presidente de la Fundación Principado de Asturias. Por tal motivo, el 16 de febrero de 1982 se convocaron oficialmente los premios correspondientes a la segunda edición. La Fundación decidió mantener separados los premios dedicados a las Ciencias Sociales y a Comunicación y Humanidades, convocados en su primera edición como un único Premio de Ciencias Sociales y Comunicación que se desdobló a petición del jurado. De esta forma, eran seis los premios a conceder en esta ocasión. Cada premio estaba dotado con un millón de pesetas, una estatuilla diseñada por Joan Miró y un diploma acreditativo.
La idea de la Fundación era renovar parcialmente la composición de los distintos jurados —uno para cada premio— con la intención de mantener aproximadamente a la mitad de quienes habían participado en la edición de 1981 y añadir otra mitad de nuevos nombres. De esta forma se aseguraría la estabilidad y se daría entrada a nuevas personalidades de prestigio, entre ellos los premiados en 1981. Los nombres de los galardonados se fueron dando a conocer a lo largo de los meses de abril y mayo de 1982 para evitar la coincidencia con la Copa Mundial de Fútbol que se celebraría en España entre junio y julio. La ceremonia de entrega de los premios se celebraría el sábado 2 de octubre de 1982.

## Lista de premiados
| Premio                             | Premiado                                  | Actividad         | Nacionalidad     |
| ---------------------------------- | ----------------------------------------- | ----------------- | ---------------- |
| Letras                             | Gonzalo Torrente Ballester Miguel Delibes | Escritores        | España           |
| Ciencias Sociales                  | Antonio Domínguez Ortiz                   | Historiador       | España           |
| Artes                              | Pablo Serrano                             | Escultor          | España           |
| Comunicación y Humanidades         | Mario Bunge                               | Físico y Filósofo | Argentina Canadá |
| Investigación Científica y Técnica | Manuel Ballester Boix                     | Químico           | España           |
| Cooperación Iberoamericana         | Enrique V. Iglesias                       | Economista        | Uruguay          |

## Los discursos de la Fundación
El acto de entrega tuvo lugar nuevamente en el Teatro Campoamor de Oviedo, convertido ya en el escenario habitual de entrega de los premios, el sábado 2 de octubre de 1982. El rey Juan Carlos, la reina Sofía y el príncipe de Asturias, Felipe, llegaron al teatro ovacionados por una multitud entre la que abundaban personas vestidas con el traje regional típico de Asturias. El interior del teatro estaba engalanado en colores predominantemente rojos, como el año anterior, con la diferencia de que el viejo escudo de España había sido sustituido por el nuevo. Tras escuchar en pie el himno nacional de España, el joven príncipe —de catorce años de edad— dio la palabra a Severo Ochoa, presidente del jurado encargado de decidir el Premio de Investigación Científica y Técnica, para que hablase en nombre de los miembros de los distintos jurados, tal y como había hecho José Ferrater Mora el año anterior.

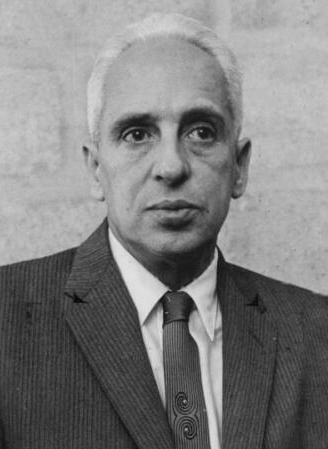
Severo Ochoa habló en nombre de todos los jurados.

El estadounidense de origen asturiano Severo Ochoa había recibido el Premio Nobel de Fisiología o Medicina en 1959 por sus trabajos científicos, realizados fundamentalmente fuera de España. Su discurso se centró en pedir a los poderes públicos y a la sociedad la creación de una infraestructura necesaria para que los investigadores españoles no tuvieran que abandonar su patria para continuar sus investigaciones. Señaló cómo jóvenes investigadores españoles formados en el extranjero no podían volver a España por falta de puestos en los que continuar su labor. Expresó su confianza en que los valiosos recursos humanos del país pudieran encontrar el apoyo público necesario para superar el tradicional retraso científico-tecnológico de España.
A continuación, el príncipe concedió el uso de la palabra al director de la Fundación Principado de Asturias, el periodista Graciano García. Este expresó el deseo de que la Fundación cobrase arraigo en la tierra asturiana, consideró que los Premios Príncipe de Asturias habían conseguido en sus dos primeros años un gran prestigio como los primeros galardones culturales del ámbito hispano, recordó la intención de los premios de establecer puentes con América y enumeró las diversas actividades culturales patrocinadas por la Fundación: congresos, exposiciones, cursos, festivales y programas culturales de televisión.

## Entrega de premios
Tras los discursos previos, el príncipe concedió la palabra al Secretario de la Fundación Principado de Asturias, quien procedió a leer las decisiones de los distintos jurados. Conforme leía los nombres de los premiados, estos se acercaban a la mesa presidencial, recibían su diploma de manos del príncipe y volvían a sus asientos entre los aplausos del público.

### Premio Príncipe de Asturias de las Letras
El jurado del Premio de las Letras fue nuevamente presidido por Pedro Laín Entralgo y estaba integrado por Antonio Gala, Fernando Lázaro Carreter —quienes también repetían respecto al año anterior—, Manuel Alvar, Camilo José Cela, Juan Rulfo y el ganador del año anterior José Hierro. Emilio Alarcos Llorach actuó como secretario en esta ocasión.
Una división de opiniones hizo que el premio recayera conjuntamente en los escritores españoles Miguel Delibes y Gonzalo Torrente Ballester, propuestos ambos por Camilo José Cela. «El Jurado, al premiar a estos dos grandes escritores, ha querido hacer patente su admiración por la obra de ambos, tan diferentes entre sí y, sin embargo, tan profundamente expresivas de la realidad española contemporánea, observada en territorios muy significativos, con singular amor y fidelidad. En los dos casos su capacidad de invención y de exposición se ha manifestado en un dominio magistral de nuestra lengua que garantiza su pervivencia en la historia de la Literatura española». Un prolongado empate en el seno del jurado y la decisión de su presidente de no emplear su voto de calidad condujo a consultar a la Fundación. Finalmente, Pedro Masaveu aceptó que se duplicase el premio, recibiendo cada uno de los escritores el millón de pesetas estipulado.
El castellano Miguel Delibes era uno de los máximos exponentes de la literatura española. Con un lenguaje sobrio, destacó ya en 1948 al ganar el Premio Nadal con su novela La sombra del ciprés es alargada. Posteriormente obtuvo el Premio Nacional de Narrativa por Diario de un cazador y el Premio Fastenrath por Siestas con viento sur. Su vasta obra comprendía por entonces novela, cuentos, libros de viajes y de caza, artículos periodísticos y ensayo. Como periodista, dirigió El Norte de Castilla, principal diario de su Valladolid natal. También era ya miembro de la Real Academia Española.
El gallego Torrente Ballester había desarrollado una carrera literaria más oscura, pero igualmente notable. Su trilogía novelística Los gozos y las sombras está considerada como una de las cumbres de la literatura española del siglo XX y había sido objeto de una adaptación televisiva que se había emitido ese mismo año 1982 con gran éxito. La saga/fuga de J. B. había merecido el Premio de la Crítica en 1973. Y en 1981 había ganado el Premio Nacional de Narrativa por La isla de los jacintos cortados.

### Premio de Ciencias Sociales
Al parecer también hubo empate en la votación para el premio de Ciencias Sociales. Sin embargo, en esta ocasión el presidente —Antonio Hernández Gil— sí hizo uso de su voto de calidad, lo que deshizo la igualdad con la candidatura del economista argentino Raúl Prébisch. Del resto del jurado tan solo dos vocales repetían respecto a la edición anterior debido al desdoblamiento del premio: José Ramón Álvarez Rendueles y Juan Velarde. Las nuevas incorporaciones fueron Juan José Linz, Raúl Morodo, Román Perpiñá —ganador del premio en 1981—, Manuel Tuñón de Lara y José Ignacio García Lomas, que actuaba como secretario. Tras el desdoblamiento del premio y la concurrencia con el Premio de Comunicación y Humanidades, el jurado consideró como ciencias sociales la Antropología, la Sociología, la Economía, la Ciencia política y la Historiografía.
El premio recayó en el historiador sevillano Antonio Domínguez Ortiz, «por estimar que de esta forma se recompensa una vida y un saber consagrados a la investigación científica de la Historia y a su enseñanza, con lo que ha realizado aportaciones esenciales para el conocimiento y la identificación de España en su pasado, especialmente durante los siglos XVI, XVII y XVIII». En Domínguez concurre la circunstancia de que no era profesor universitario, sino catedrático de Bachillerato, algo inusual en un historiador de su nivel. Destaca su contribución a la comprensión socioeconómica de la historia moderna de España. A sus setenta y dos años, estaba jubilado de su labor docente pero plenamente activo.

### Artes
El jurado del Premio de las Artes estaba casi completamente renovado, pues solo repetía Federico Sopeña, quien lo había presidido el año anterior. Se incorporaron en 1982 Plácido Arango Arias, Ricardo Bofill, José Renau, Paulino Vicente, Domingo García-Sabell y el secretario Román Suárez Blanco. Presidía Jesús Aguirre.
El galardonado fue el escultor Pablo Serrano, cuyo nombre fue propuesto por el mismo presidente del jurado. Este apreció «la trascendencia universal de su obra, así como (...) la dimensión creadora y humanista de la misma» y «su capacidad para poner al alcance del pueblo las más nobles esencias del arte». El artista aragonés se formó en la Escuela de Bellas Artes de Barcelona y durante dos décadas años enseñó escultura en Montevideo. A su vuelta a España se incorporó al grupo El Paso y luego desarrolló su importante labor creadora en solitario. A sus setenta y cuatro años, era el mayor de los premiados pero seguía activo exponiendo en importantes museos internacionales. El jurado sopesó también el nombre del pintor Antonio López, pero la candidatura de Serrano se impuso con claridad.

### Comunicación y Humanidades

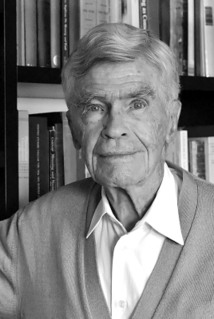
Mario Bunge fue el primer no español en ganar el Premio de Comunicación y Humanidades.

En el jurado del Premio de Comunicación y Humanidades repetían respecto a la edición anterior su presidente, José Ferrater Mora; su secretario, Juan Cueto y el vocal José Ortega Spottorno. A ellos se sumaron Carlos Luis Álvarez «Cándido», Luis María Ansón, Luis Michelena, Guillermo Luca de Tena y Pedro Sainz Rodríguez.
A propuesta de la Sociedad Asturiana de Filosofía, el galardón fue concedido al físico y filósofo Mario Bunge, de sesenta y tres años. El jurado resaltó la contribución del pensador bonaerense afincado en Montreal «al análisis y fundamentación de teorías en el campo de las ciencias naturales y sociales con una larga serie de trabajos que vienen influyendo grandemente en la investigación que se realiza en estas materias, tanto en España como en Latinoamérica». Tras estudiar Física y Matemáticas en la Universidad de Buenos Aires y se doctoró en Ciencias Fisicomatermáticas. Posteriormente se especializó en Fundamentos de la Física y Epistemología. Desde 1966 ejercía como profesor en la Universidad McGill.
La concesión de este premio supuso un tímido pero importante paso hacia la internacionalización de los Premios Príncipe de Asturias. En su primera edición todos los destinatarios habían sido españoles, con excepción del Premio de Cooperación Iberoamericana. Y en 1982 muchas personas —incluso miembros de los jurados— pensaban que esa debería ser la tendencia: cinco premios encaminados a reconocer a personalidades españolas y un premio adicional destinado a América. Por el contrario, el jurado del premio de Comunicación y Humanidades tenía decidido que el destinatario debía ser en esta ocasión un americano. La concesión del premio a Bunge demostraba que todos los premios estaban abiertos tanto para españoles como para hispanoamericanos.

### Investigación Científica y Técnica
Hubo una mezcla de continuidad y renovación en el jurado que concedió el Premio de Investigación Científica y Técnica. Repitieron el presidente Severo Ochoa, el secretario José Antonio Martínez Álvarez y los vocales Nicolás Cabrera Sánchez, Francisco Grande Covián y Julio Rodríguez Villanueva. A ellos se unieron José Manuel Fernández Felgueroso, Antonio González González, el premio Nobel Luis Federico Leloir, Juan Oró y Alberto Sols, ganador del premio el año anterior.
El ganador fue el químico catalán Manuel Ballester Boix, cuya candidatura había sido propuesta por la Real Sociedad Española de Química y el Consejo Superior de Investigaciones Científicas (CSIC). El jurado destacó «como valor sintético de la acción científica del premiado sus estudios sobre radicales libres de gran estabilidad, que él obtuvo por primera vez, abriendo un dilatado campo a la investigación en Química Orgánica, con múltiples posibilidades de aplicaciones tecnológicas». A los sesenta y tres años, Ballester dirigía por entonces el Instituto de Química Orgánica Aplicada del CSIC, entre otras actividades investigadoras.

### Cooperación Iberoamericana
El jurado del Premio de Cooperación Iberoamericana estaba presidido en esta ocasión por Rafael Fernández Álvarez, que ese mismo año había sido elegido presidente del Principado de Asturias. Repetían respecto al año anterior el secretario, Teodoro López-Cuesta y los vocales Antonio Garrigues Walker, Amaro González de Mesa y Manuel Prado y Colón de Carvajal. A ellos se sumaron el mencionado presidente y Rafael León Morales.
A propuesta del subdirector general de la Organización de las Naciones Unidas para la Alimentación y la Agricultura (FAO), se concedió el galardón aL economista uruguayo de origen asturiano Enrique V. Iglesias, secretario ejecutivo de la Comisión Económica para América Latina y el Caribe (CEPAL) y secretario adjunto de la Organización de las Naciones Unidas (ONU). El jurado resaltó «su condición de prestigioso profesor universitario, eminente funcionario internacional y excepcional conductor de la cooperación entre los pueblos iberoamericanos y la comunidad internacional». A sus cincuenta y dos años, Iglesias era el más joven de los premiados en 1982. El jurado también barajó el nombre del peruano Javier Pérez de Cuellar, secretario general de las Naciones Unidas, pero Iglesias se impuso, quizá por su procedencia asturiana.

## Discurso de agradecimiento

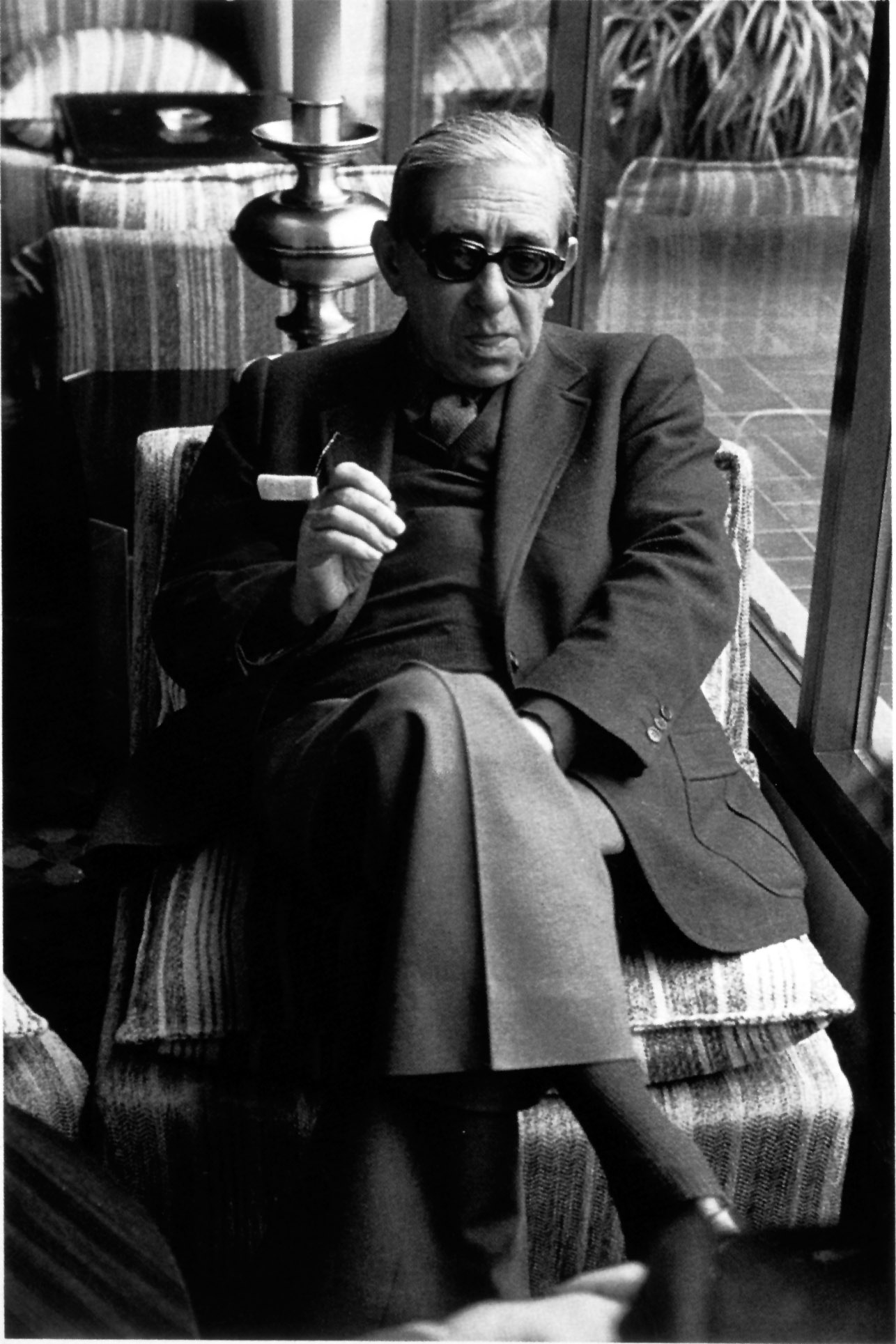
El escritor Gonzalo Torrente Ballester pronunció el discurso de agradecimiento en representación de los premiados.

Tras la entrega de los diplomas y al igual que ocurriera en la edición anterior, correspondió al Premio Príncipe de Asturias de las Letras, Gonzalo Torrente Ballester, pronunciar un discurso de agradecimiento. Tras agradecer el premio a la Fundación Principado de Asturias y a los miembros de los distintos jurados, glosó uno por uno los méritos de sus compañeros de galardón. Posteriormente disertó acerca de la importancia de la educación para llegar a tener ciudadanos capaces de inventar, como se diseñaban naves en su Ferrol natal en la época de Jorge Juan, en el siglo XVIII. Al igual que había hecho Severo Ochoa, Torrente reclamó al Estado y la sociedad de España un mayor interés por la educación y la ciencia. «Hay que contar a los niños cuentos de hadas para que de mayores puedan hacer innecesaria la importación de patentes», afirmó.

## Cierre del acto
A continuación, el joven príncipe Felipe pronunció un breve discurso en el que felicitó a los premiados, a los miembros de los diversos jurados y a la Fundación Principado de Asturias. Durante la lectura, el príncipe —de solo catorce años de edad— tuvo una vacilación y permaneció en silencio durante unos largos diez segundos a causa de una corrección de última hora que se había hecho en el texto. Sin embargo, solventó el incidente con profesionalidad y terminó la lectura sin más problemas.
Tras la correspondiente ovación, el príncipe dio por terminado el acto y añadió por primera vez una frase que se repetiría en las posteriores ediciones, pues convocó en ese mismo acto los Premios Príncipe de Asturias del año siguiente.

## Características y trascendencia
La ceremonia de entrega de los Premios Príncipe de Asturias de 1982 tuvo un carácter menos político que la de 1981. Ello pudo deberse a que, mientras que en 1981 había tenido lugar un intento de golpe de Estado que había puesto en riesgo el régimen constitucional, en 1982 parecía superado el peligro. Además, estaba previsto celebrar ese mismo mes de octubre nuevas elecciones legislativas, lo que hacía desaconsejable que hubiera valoraciones estrictamente políticas en un acto eminentemente académico.
Por otro lado, la concesión del Premio de Comunicación y Humanidades a una personalidad americana confirmó la vocación internacional de los premios y descartó la tesis de que todos los premios estaban dedicados a españoles con la excepción del de Premio de Cooperación Iberoamericana. El camino a la internacionalización —si bien únicamente en el ámbito hispanoamericano— se había abierto, aunque se avanzaría lentamente por él.